# 로즈 매카이버
프랜시스 로즈 매카이버(Frances Rose McIver, 1988년 10월 10일 ~ )는 뉴질랜드의 배우이다. 뉴질랜드 드라마 《여전사 지나》, 《헤라클레스》, 《레전드 오브 시커》 등에 단역으로 출연하며 경력을 쌓았으며 이후 미국으로 진출, 《파워레인저 RPM》의 옐로, 《마스터스 오브 섹스》의 비비언, 《원스 어폰 어 타임》의 팅커 벨 등 비중 있는 배역을 맡아 성장했다. 2015년부터 2019년까지 The CW 드라마 《아이좀비》의 주인공 리브 역으로 출연해 이름을 알렸다.

## 출연작 목록

### 영화
- 러블리 본즈 (2009) - 린지 새먼 역
- 로열 크리스마스 (2017) - 앰버 역
- 로열 크리스마스: 세기의 결혼 (2018) - 앰버 여왕 역
- 로열 크리스마스: 오 마이 베이비 (2019) - 앰버 여왕 역

### TV 드라마
| 연도    | 제목               | 원제                           | 배역                 | 비고                            |
| ------- | ------------------ | ------------------------------ | -------------------- | ------------------------------- |
| 1999    | 여전사 지나        | Xena: Warrior Princess         | 다프네               | "Little Problems" 에피소드      |
| 2006    | 매디건의 임무      | Maddigan's Quest               | 갈런드               | 주연                            |
| 2007    | 루드 어웨이크닝스  | Rude Awakenings                | 콘스턴스 쇼트        | 주연                            |
| 2009    | 레전드 오브 시커   | Legend of the Seeker           | 앨리스               | "Reckoning" 에피소드            |
| 2009    | 파워레인저 RPM     | Power Rangers RPM              | 서머 랜즈다운 (옐로) | 주연                            |
| 2011    | 슈퍼 시티          | Super City                     | 캔디스               | 주연                            |
| 2012    | CSI 과학수사대     | CSI: Crime Scene Investigation | 브리짓 바이런        | "Tressed to Kill" 에피소드      |
| 2013-14 | 마스터스 오브 섹스 | Masters of Sex                 | 비비언 스컬리        | 8회분                           |
| 2013-14 | 원스 어폰 어 타임  | Once Upon a Time               | 팅커 벨              | 8회분                           |
| 2015–19 | 아이좀비           | iZombie                        | 올리비아 "리브" 무어 | 주연                            |
| 2017    | 드래곤 길들이기    | DreamWorks Dragons             | 아탈리               | 3회분                           |
| 2018    | 미안해             | I'm Sorry                      | 엘리자베스           | "The Small of My Back" 에피소드 |
| 2020    | 워크               | Woke                           | 에이드리엔           | 주연                            |